# Daniel Bernhardt (Fußballspieler)
Daniel Bernhardt (* 21. August 1985 in Karlsruhe) ist ein ehemaliger deutscher Fußballtorwart. Von 2009 bis 2022 stand der 1,89 m große Torwart beim VfR Aalen unter Vertrag.

## Karriere
Seine Karriere begann Bernhardt in der Jugend des FC Germania Friedrichstal und spielte anschließend beim ASV Durlach. 2004 rückte er in den Erwachsenenbereich des damaligen Verbandsligisten auf, mit dem er in der Folge 2004/05 Meister wurde und in die Oberliga aufstieg. Nach nur einem Jahr Ligazugehörigkeit stieg der Verein 2006 als Tabellen-Sechzehnter aber wieder ab, Bernhardt ging daraufhin zur TSG 1899 Hoffenheim, in deren zweiter Mannschaft er eingesetzt wurde. Ab 2008 stand er als dritter Torwart im Bundesliga-Kader der TSG, spielte aber weiterhin in der zweiten Mannschaft.
2009 folgte er seinem Trainer Rainer Scharinger von dort aus zum VfR Aalen, der aus der dritten Liga abgestiegen war und für die neue Saison in der Regionalliga Süd bis auf drei Spieler eine komplett neue Mannschaft zusammenstellte. In der Regionalliga-Saison 2009/10 absolvierte er für den VfR 29 Spiele. In diesen Spielen kassierte er insgesamt nur 16 Gegentore und hatte damit einen bedeutenden Anteil an der Meisterschaft und dem damit verbundenen direkten Wiederaufstieg des VfR. Des Weiteren gewann er mit dem Verein 2010 den WFV-Pokal, dessen Sieg an der Teilnahme der ersten Runde des DFB-Pokals berechtigte.
Sein Profiliga-Debüt gab Bernhardt in der neuen Drittligasaison 2010/11 am 24. Juli 2010 bei der 0:3-Auswärtsniederlage gegen den Zweitligaabsteiger Hansa Rostock. Seinen Stammplatz behielt er auch unter Scharingers Nachfolger Ralph Hasenhüttl, am Ende der Saison wurde der Klassenerhalt erreicht wurde. Für die Spielzeit 2011/12 wurde die Mannschaft erneut verstärkt; mit ihr spielte auch Daniel Bernhardt eine herausragende Saison, in der man lange Zeit ligaweit die wenigsten Gegentore kassierte, durch einige Niederlagen gegen Ende der Saison diesen Status aber wieder verlor. Dennoch konnte am Ende der Saison der Aufstieg in die 2. Bundesliga erreicht werden.
In der folgenden Saison 2012/13 bestritt Bernhardt die ersten fünf Zweitligapartien, verlor danach aber seinen Stammplatz an den neu verpflichteten Jasmin Fejzić. Im letzten Viertel der Saison setzte er sich wieder gegen Fejzić durch, sodass er am Saisonende auf insgesamt zwölf Einsätze kam und damit seinen Teil zur herausragenden Saison der Aalener beitrug, die die Schwaben als bester Aufsteiger auf dem neunten Tabellenplatz abschlossen. Unter dem neuen Trainer Stefan Ruthenbeck verlor Bernhardt in der anschließenden Spielzeit 2013/14 seinen Stammplatz wieder an Fejzić und bestritt nur drei Ligaspiele am Ende der Saison.
Am Ende der Saison 2014/15 stieg der VfR Aalen als Tabellenletzter in die 3. Liga ab, woraufhin Fejzić den Verein in Richtung Eintracht Braunschweig verließ. Bernhardt blieb Aalen jedoch treu und war ab der Spielzeit 2015/16 wieder unangefochtener Stammtorwart, zudem wurde er zu Beginn der Saison zum stellvertretenden Mannschaftskapitän des VfR Aalen ernannt. In der Winterpause der Saison 2016/17 übernahm Bernhardt das Kapitänsamt von Markus Schwabl, nachdem dieser zu Fleetwood Town gewechselt war. Am Ende der Saison 2018/19 stieg er mit seinem Verein als Tabellenletzter in die viertklassige Regionalliga ab.
In der Saison 2021/22 absolvierte er nur noch zwei Pokalspiele und ein Testspiel für Aalen. Im Anschluss beendete er seine aktive Karriere. In 13 Jahren Vereinszugehörigkeit stand Bernhardt wettbewerbsübergreifend in insgesamt 359 Pflichtspielen zwischen den Pfosten des VfR Aalen.
Seit Sommer 2022 ist Bernhardt als Torwarttrainer für die in der Regionalliga Bayern spielenden Würzburger Kickers tätig.

## Erfolge
- Aufstieg in die 2. Bundesliga: 2012 mit dem VfR Aalen
- Aufstieg in die Dritte Liga: 2010 mit dem VfR Aalen
- Aufstieg in die Oberliga: 2004 mit dem ASV Durlach
- Gewinn des WFV-Pokals: 2010 mit dem VfR Aalen
- Spieler des Monats der SWR-Sendung Sport am Samstag: Oktober 2010